# Huévar del Aljarafe
Huévar del Aljarafe – gmina w Hiszpanii, w prowincji Sewilla, w Andaluzji, o powierzchni 57,58 km². W 2011 roku gmina liczyła 2723 mieszkańców.